# Дюпон, Оливер
Оливе́р Дюпо́н (дат. Oliver Dupont, 16 января 1990, Фредериксберг, Дания) — датский кёрлингист. Тренер по кёрлингу.
Играет в основном на позиции первого.

## Достижения
- Чемпионат мира по кёрлингу среди мужчин: серебро (2016).
- Чемпионат Дании по кёрлингу среди мужчин: золото (2016, 2017, 2018, 2019, 2022), серебро (2024).
- Чемпионат Дании по кёрлингу среди смешанных команд: золото (2007, 2019).
- Чемпионат мира по кёрлингу среди юниоров: золото (2009).
- Чемпионат Дании по кёрлингу среди юниоров: золото (2007, 2008, 2009, 2010)[3].

## Команды
| Сезон                                               | Четвёртый         | Третий            | Второй                                 | Первый                          | Запасной                                                     | Турниры                                 |
| --------------------------------------------------- | ----------------- | ----------------- | -------------------------------------- | ------------------------------- | ------------------------------------------------------------ | --------------------------------------- |
| 2005—06                                             | Расмус Стьерне    | Миккель Краусе    | Миккель Поульсен                       | Dennis Hansen                   | Оливер Дюпон (ЧМЮ) тренер: Герт Ларсен                       | ЧМЮ 2006 (5 место)                      |
| 2006—07                                             | Расмус Стьерне    | Миккель Краусе    | Оливер Дюпон                           | Троэльс Харри                   | Patrick Blom тренер: Герт Ларсен                             | ЧДЮ 2007 · ЧМЮ 2007 (4 место)           |
| 2007—08                                             | Расмус Стьерне    | Миккель Краусе    | Оливер Дюпон                           | Троэльс Харри                   | Martin Poulsen (ЧМЮ) тренер: Герт Ларсен                     | ЧДЮ 2008 · ЧМЮ 2008 (7 место)           |
| 2008—09                                             | Расмус Стьерне    | Миккель Краусе    | Оливер Дюпон                           | Троэльс Харри                   | Martin Poulsen (ЧМЮ) тренер: Герт Ларсен                     | ЧДЮ 2009 · ЧМЮ 2009                     |
| 2009—10                                             | Миккель Краусе    | Оливер Дюпон      | Patrick Blom (ЧДЮ) Тобиас Туне (ЧМЮ)   | Троэльс Харри                   | Kasper Jørgensen (ЧМЮ) тренер: Джон Хелстон                  | ЧДЮ 2010 · ЧМЮ 2010 (8 место)           |
| 2011—12                                             | Миккель Краусе    | Оливер Дюпон      | Мадс Нёргор                            | Dennis Hansen                   |                                                              | ЧДМ 2012 (?? место)                     |
| 2012—13                                             | Миккель Краусе    | Оливер Дюпон      | Мадс Нёргор                            | Dennis Hansen                   | Кеннет Йоргенсен                                             | ЧДМ 2013                                |
| 2013—14                                             | Миккель Краусе    | Оливер Дюпон      | Мадс Нёргор                            | Dennis Hansen                   |                                                              | ЧДМ 2014                                |
| 2013—14                                             | Расмус Стьерне    | Йонни Фредериксен | Ларс Виландт                           | Троэльс Харри                   | Оливер Дюпон тренер: Джеймс Драйбур                          | ЧМ 2014 (12 место)                      |
| 2014—15                                             | Расмус Стьерне    | Миккель Краусе    | Оливер Дюпон                           | Троэльс Харри                   | Миккель Поульсен, Мартин Грёнбех (ЧЕ) тренер: Герт Ларсен    | ЧЕ 2014 (9 место)                       |
| 2015—16                                             | Расмус Стьерне    | Йонни Фредериксен | Оливер Дюпон Миккель Поульсен (ЧЕ, ЧМ) | Троэльс Харри                   | Миккель Поульсен Оливер Дюпон (ЧЕ, ЧМ) тренер: Микаэль Квист | ЧЕ 2015 (11 место) · ЧДМ 2016 · ЧМ 2016 |
| 2016—17                                             | Расмус Стьерне    | Йонни Фредериксен | Миккель Поульсен                       | Оливер Дюпон Троэльс Харри (ЧЕ) | Оливер Дюпон (ЧЕ) тренер: Микаэль Квист                      | ЧЕ 2016 (10 место)                      |
| 2016—17                                             | Расмус Стьерне    | Йонни Фредериксен | Миккель Поульсен                       | Оливер Дюпон                    | Тобиас Туне                                                  | ЧДМ 2017                                |
| 2017—18                                             | Расмус Стьерне    | Йонни Фредериксен | Миккель Поульсен                       | Оливер Дюпон                    | Мортен Берг Томсен тренер: Микаэль Квист                     | ЗОИ 2018 (10 место) · ЧДМ 2018          |
| 2018—19                                             | Расмус Стьерне    | Йонни Фредериксен | Ларс Виландт                           | Оливер Дюпон                    | Кеннет Хертсдаль                                             | ЧДМ 2019                                |
| 2021—22                                             | Расмус Стьерне    | Йонни Фредериксен | Миккель Поульсен                       | Оливер Дюпон                    |                                                              | ЧДМ 2022                                |
| 2023—24                                             | Расмус Стьерне    | Йонни Фредериксен | Оливер Дюпон                           | Миккель Поульсен                | Ларс Виландт                                                 | ЧДМ 2024                                |
| Кёрлинг среди смешанных команд (mixed curling)      |                   |                   |                                        |                                 |                                                              |                                         |
| 2006—07                                             | Мадлен Дюпон      | Миккель Краусе    | Янне Эллегорд                          | Оливер Дюпон                    |                                                              | ЧДСК 2007                               |
| 2018—19                                             | Йонни Фредериксен | Мадлен Дюпон      | Оливер Дюпон                           | Дениз Дюпон                     |                                                              | ЧДСК 2019                               |
| Кёрлинг среди смешанных пар (mixed doubles curling) |                   |                   |                                        |                                 |                                                              |                                         |
| 2011—12                                             | Оливер Дюпон      | Метте де Неергор  |                                        |                                 |                                                              | ЧДСП 2012 · ЧМСП 2012 (9 место)         |
| 2014—15                                             | Оливер Дюпон      | Дениз Дюпон       |                                        |                                 | тренер: Ульрик Дамм (ЧМСП)                                   | ЧДСП 2015 · ЧМСП 2015 (5 место)         |

(скипы выделены полужирным шрифтом)

## Результаты как тренера национальных сборных
| Год  | Турнир                                                   | Сборная | Место |
| ---- | -------------------------------------------------------- | ------- | ----- |
| 2014 | Чемпионат Европы по кёрлингу среди смешанных команд 2014 | Дания   | 5     |

## Частная жизнь
Из семьи кёрлингистов (один из самых известных кёрлинг-«кланов» в Дании). Отец, Ким Дюпон, выступал за юниорскую мужскую сборную Дании на чемпионате мира среди юниоров 1980 и 1981. Мать, Гитте Ларсен — бронзовый призёр чемпионата мира 1990. Сёстры Оливера также выступали за сборные Дании по кёрлингу: в числе прочего, Дениз Дюпон участвовала в соревнованиях по кёрлингу на зимних Олимпийских играх 2006 и 2010, Мадлен Дюпон — в одной команде с Дениз на зимних Олимпийских играх 2010; обе — призёры чемпионатов мира и Европы. Оливер и Дениз вместе выступали как смешанная парная сборная Дании по кёрлингу на чемпионате мира по кёрлингу среди смешанных пар 2015; Оливер вместе с сестрой Мадлен (которая была скипом команды) выиграли чемпионат Дании по кёрлингу среди смешанных команд в 2007.
Оливер начал заниматься кёрлингом в 1998, в возрасте 8 лет.
В июне 2017 Оливер обручился с российской кёрлингисткой Викторией (Витой) Моисеевой, с которой познакомился за несколько лет до этого на международных соревнованиях по кёрлингу. Их свадьба намечена на 2018 год.